# Françoise Vatel
Pour les articles homonymes, voir Vatel.
Françoise Vatel, née le 28 novembre 1937 à Clichy (Seine) et morte le 24 octobre 2005 à Paris 15e, est une actrice française.

## Biographie
Née Françoise Watel le 28 novembre 1937 à Clichy, elle commence sa carrière au cinéma à l'âge de 16 ans dans le film signé Jean Gourguet : Les Premiers Outrages. Elle tourne à nouveau avec Jean Gourguet dans La P… Sentimentale, Les Promesses dangereuses puis Les Frangines, avant de passer au théâtre, jouant notamment pendant plusieurs années la pièce Oscar.
Au cinéma, elle a participé à des films de la Nouvelle Vague avec Jean-Luc Godard, Claude Chabrol et Luc Moullet. Elle a travaillé ensuite pour la télévision.
Elle meurt le 24 octobre 2005 dans le 15e arrondissement de Paris, à l'âge de 67 ans. Ses obsèques se tiennent en l'église Saint-Roch dans la matinée du 31 octobre, avant son incinération au crématorium du Père-Lachaise. Ses cendres sont remises à sa famille.

## Filmographie

### Cinéma

#### Années 1950
- 1955 : Les Premiers Outrages de Jean Gourguet : Brigitte Lambert, dite Bichette
- 1956 : Les Promesses dangereuses de Jean Gourguet : Marie-Titi
- 1958 : Un jour comme les autres de Paul Bordry
- 1958 : Quelqu'un frappe à la porte de Alexandre Szombati : Elisabeth
- 1958 : Les Tricheurs de Marcel Carné avec Christian Azzopardi
- 1958 : La P... sentimentale de Jean Gourguet  avec Maria Vincent
- 1959 : Les Cousins de Claude Chabrol : Martine avec Gerard Blain
- 1959 : Bal de nuit de Maurice Cloche
- 1959 : Les Amants de demain de Marcel Blistène avec Édith Piaf

#### Années 1960
- 1960 : Dans la gueule du loup de Jean-Charles Dudrumet
- 1960 : Un steak trop cuit de Luc Moullet - court métrage -
- 1960 : Les Frangines  de Jean Gourguet : Nadine
- 1960 : Le Pain des Jules de Jacques Séverac : Zize
- 1961 : Terres noires de Luc Moullet - court métrage, uniquement la narration -
- 1961 : Dans la gueule du loup de Jean-Charles Dudrumet, : Odette
- 1962 : Dossier 1413 (Les Ballets roses) d'Alfred Rode : Caroline
- 1962 : Capito? de Luc Moullet - court métrage -
- 1962 : La fille de Paname et le gars de Padoue de Luc Moullet -  court métrage -
- 1965 : Les Bons Vivants de Gilles Grangier : Une pensionnaire (segment "La Fermeture")
- 1966 : Brigitte et Brigitte  de Luc Moullet : Brigitte
- 1967 : Les Contrebandières de Luc Moullet : Brigitte
- 1967 : Jeudi on chantera comme dimanche de Luc de Heusch : Francine

#### Années 1970
- 1972 : Le Gang des otages de Édouard Molinaro
- 1976 : Mon cœur est rouge de Michèle Rosier : La charcutière
- 1978 : L'Exercice du pouvoir de Philippe Galland : Mimi

#### Années 1980
- 1985 : Une soirée perdue de Cécile Decugis
- 1986 : Les interdits du monde de Chantal Lasbats - documentaire, uniquement la narration -
- 1987 : La Comédie du travail de Luc Moullet : Une amie de Françoise
- 1988 : De bruit et de fureur de Jean-Claude Brisseau : Mère Jean-Roger

#### Années 2000
- 2002 : Les Naufragés de la D17 de Luc Moullet : la femme de la cabine

### Télévision
- 1959 : La Nuit de Tom Brown de Claude Barma (TV) : Daisy
- 1960 : Les Cinq Dernières Minutes, épisode Au fil de l'histoire de Claude Loursais : Georgette
- 1961 : Épreuves à l'appui (Les Cinq Dernières Minutes no 21) de Claude Loursais : Janine
- 1962 : Quatre-vingt-treize d'Alain Boudet, (TV)
- 1963 : La chasse ou l'amour ravi d'Alain Boudet, (TV)
- 1966 : Cécilia, médecin de campagne (série télévisée) : Marie-Rose
- 1966 : Les Cinq Dernières Minutes, épisode Pigeon vole de Claude Loursais
- 1966 : Les Cinq Dernières Minutes, épisode La Rose de fer de Jean-Pierre Marchand
- 1967 : En votre âme et conscience, épisode : L'Affaire Francey de  Claude Dagues
- 1967 : Au théâtre ce soir : Le Système Fabrizzi d'Albert Husson, mise en scène Sacha Pitoëff, réalisation Pierre Sabbagh, Théâtre Marigny
- 1968 : Les Cinq Dernières Minutes, épisode Tarif de nuit de Guy Séligmann
- 1969 : La Veuve rusée (de Carlo Goldoni), téléfilm de Jean Bertho : Marinette
- 1972 : L'Image de Jeannette Hubert (TV) : Le script
- 1973 : L'Enfant de l'automne (feuilleton TV) : La fille
- 1974 : Entre toutes les femmes de Maurice Cazeneuve : Margot
- 1978 : Claudine en ménage d'Édouard Molinaro
- 1980 : Papa Poule de Roger Kahane, (série télévisée) : L'employée de l'ANPE (1980)
- 1981 : Messieurs les jurés, L'Affaire Baron de Boramy Tioulong
- 1982 : Le Sage de Sauvenat de Jean Pignol (TV)
- 1982 : Les Enquêtes du commissaire Maigret de Jean-Jacques Goron (série télévisée), épisode : Maigret et les Braves Gens
- 1984 : Rue Carnot (série télévisée) : Suzanne
- 1989 :  Je retourne chez maman (Intrigues) d'Emmanuel Fonlladosa

## Théâtre
- 1958 : Oscar de Claude Magnier, mise en scène Jacques Mauclair, Théâtre des Bouffes-Parisiens, Théâtre de l'Athénée
- 1960 : Les Joies de la famille de Philippe Hériat, mise en scène Claude Sainval, Comédie des Champs-Élysées, Théâtre de l'Ambigu
- 1962 : Pomme, pomme, pomme de Jacques Audiberti, mise en scène Georges Vitaly, Théâtre La Bruyère
- 1963 : Le Mariage de Figaro de Beaumarchais, mise en scène André Reybaz, Festival du Marais Hôtel de Béthune-Sully
- 1964 : Oncle Vania d'Anton Tchekhov, mise en scène Sacha Pitoëff, Théâtre Moderne
- 1967 : La Célestine de Fernando de Rojas, mise en scène Roger Kahane, Théâtre du Vieux-Colombier
- 1968 : La Famille Tot d'Istvan Orkeny, mise en scène Michel Fagadau, Théâtre de la Gaîté-Montparnasse
- 1968 : Pic et Pioche de Raymond Vincy, Jacques Mareuil et Darry Cowl, mise en scène Robert Thomas, Théâtre des Nouveautés
- 1969 : Oncle Vania d'Anton Tchekhov, mise en scène Sacha Pitoëff, Théâtre Moderne, Théâtre des Célestins
- 1971 : Un songe pour une nuit d'été de Michel de Ré, mise en scène de l'auteur, Festival de Vaison-la-Romaine
- 1971 : La Nuit des rois de William Shakespeare, mise en scène Denis Llorca, Festival du Marais Hôtel d'Aumont
- 1972 : La Nuit des rois de William Shakespeare, mise en scène Denis Llorca, Théâtre de l'Ouest parisien
- 1972 : Donna Mobil de Claude Prey, mise en scène Roger Kahane, Festival d'Avignon, Espace Cardin
- 1984 : Rhinocéros d'Eugène Ionesco, mise en scène Arlette Téphany, Théâtre de la Madeleine
- 2002 : Treize Mains, mise en scène de Rachel Salik
- 2004 : Les Secrets de Madame Samantha, mise en scène de Gérard Dessalles
- ? : Le Stratagème des roués de George Farquhar, mise en scène de Jean Rougerie
- ? : Le Chevalier au pilon d'argent de George Farkas mise en scène de Victor Lanoux
- ? : La Flemme de J. Sarthou, mise en scène de Jean-Paul Roussillon
- ? : La Culotte de Jean Anouilh, mise en scène de Roland Piétri
- ? : Ce vert paradis de M. Wilcox, mise en scène de Jacques Ardouin
- ? : Victor ou les Enfants au pouvoir, mise en scène de Pierre Meyrand
- ? : La Convocation !, mise en scène de Gérard Dessalles